# Aureli Serda-Teodorski

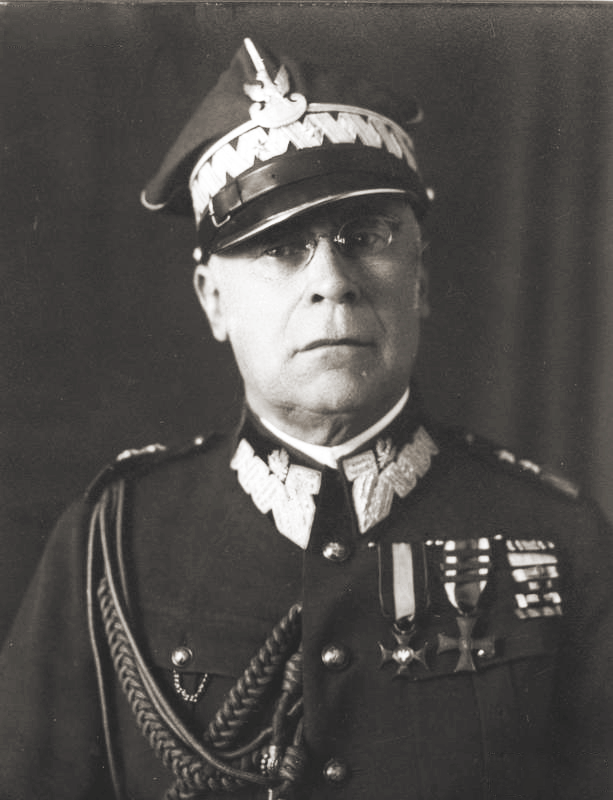
Serda-Teodorski in polnischer Uniform

Aureli Marek Serda-Teodorski (* 25. April 1860 in Tarnów; † 27. Juni 1942 in Zagreb) war ein Offizier in der Habsburgermonarchie und in Polen, zuletzt im Range eines Divisionsgenerals.

## Leben
Serda-Teodorski hatte eine Schwester, Irena. Er besuchte das Gymnasium in Tarnów und legte 1879 die Reifeprüfung ab. In Wien und Krakau studierte er Jura.

### Karriere im Militär
Seinen Wehrdienst leistete er 1881 als Einjährig-Freiwilliger der k. u. k. Armee ab. Mit Wirkung vom 1. November 1882 wurde er zum Leutnant der Reserve ernannt und dem K.u.k. Ulanenregiment „Ritter von Brudermann“ Nr. 1 zugeteilt. 1883 wurde er reaktiviert und kam zum Ulanenregiment Erzherzog Carl Nr. 3 in Łańcut.
1890 kam er als Adjutant des persönlichen Stellvertreters des KG des 11. Korps, Feldmarschallleutnant Anton von Bechtolsheim, nach Lemberg, wurde aber 1894 zu seinem Regiment in Łańcut zurückversetzt.
1909 kam er als Kommandeur der 1. Eskadron des K.u.k. Dragonerregiment „Kaiser Franz I.“ Nr. 1 (mit Stab in Terezín) nach Most (1910 kam die 1. Eskadron ebenfalls nach Theresienstadt).
Während des Ersten Weltkriegs kämpfte er in Polen. Am 31. Juli 1916 wurde er mit dem Prädikat „Teodorski“ nobilitiert, erhielt den Adelsbrief jedoch erst am 7. Februar 1917.
1918 kämpfte er als Kommandeur einer Kavalleriebrigade an der Italienfront.
Im Januar 1919 trat er in die neu aufgestellte polnische Armee über und kommandierte im Januar und Februar 1919 in der Schlacht um Lemberg die für die Schlacht verfügbaren Reservetruppen der Armia „Wschód”, die in der Operativen Gruppe des Generals Lucjan Żeligowski waren.
Am 28. Mai 1919 wurde er in die Blaue Armee versetzt, von Juni bis September war er Stellvertretender Kommandeur der 3. Polnischen Schützendivision.
Seit September 1919 war er auf den Befehl des Obersten Befehlshabers zeitweilig in den Generalsrang eingesetzt und leitete als solcher bis 1920 die Vertretung des polnischen Militärs bei der Regierung der Ukraine.
Im Anschluss wechselte er als Oberst auf den Posten des Stellvertreters des Generalinspekteurs der Kavallerie.
Im März bis Mai 1921 war er Stellvertretender Kommandeur des Generalbezirkskommandos Posen, welches aus vormalig preußischen Militäreinrichtungen gebildet worden war und in der Geschichtswissenschaft besser als Bezirkskommando des VII. Korps bekannt ist. Zudem wurde er während dieser Zeit bereits als Kommandant von Stabslehrgängen für Offiziere eingesetzt.
Obgleich er mit Wirkung vom 1. April 1921 im Rang eines Generalleutnants h.c. formell in den Ruhestand versetzt wurde, blieb er im aktiven Dienst.
Er wurde so auch bereits am 31. Mai 1921 in den Rang eines Generalleutnants (nun nicht „nur“ ehrenhalber) befördert und am 22. September 1922 mit Wirkung vom 1. September 1922 zum Kommandeur der Höheren Kriegsschule ernannt. Dort war er allerdings nur für die Systemerhaltung der Akademie verantwortlich, die Lehre wurde von französischen Armeeangehörigen unter dem Kommando von Louis Faury  besorgt.
Am 26. Oktober 1923 wurde er mit Dienstalter vom 1. Juni 1919 in den Rang eines Divisionsgenerals h.c. befördert, am 21. Oktober 1925 wurde er von seinen Pflichten als Kommandeur der Höheren Kriegsschule entbunden und am 31. Oktober 1925 zum Divisionsgeneral (nun wieder nicht „nur“ ehrenhalber) befördert.

### Privates
Im Ruhestand wanderte er noch 1936 nach Jugoslawien aus und wurde in Rijeka wohnhaft.
Mit seiner Frau Petronela, geb. de Sladović (gest. 1932), einer Kroatin, war er seit dem 30. Mai 1893 verheiratet. Sie hatten drei Kinder:
- Beata (* 1898) heiratete später den jugoslawischen General Murkovic
- Teodora (* 1899) wurde Musiklehrerin
- Joseph (* 1900) starb als k. u. k. Marineaspirant am 10. Juni 1918 im Zuge der Versenkung SMS Szent István

## Auszeichnungen

### Polen
- Silbernes Kreuz des Virtuti Militari (Verleihungsnummer 2853)
- Kommandeurskreuz des Orden Polonia Restituta
- Tapferkeitskreuz (Polen) (vierfach, Erstverleihung 1921)
- Medaille zum 10. Jahrestag der wiedererlangten Unabhängigkeit
- Orlęta-Gedenkabzeichen

### Österreich-Ungarn
- Orden der Eisernen Krone III. Klasse mit Schwertern und KD
- Militärverdienstkreuz III. Klasse mit Schwertern und KD
- Militärverdienstkreuz III. Klasse (1905)
- Militär-Verdienstmedaille in Bronze mit Schwertern am ponceaurot-weiß gestreiften Band
- Karl-Truppenkreuz
- Militärdienstzeichen der Offiziere für 25 Jahre Dienst (1906)
- Jubiläums-Erinnerungsmedaille 1898

### Sonstige Staaten
- Großkreuz des Ordens der Krone von Rumänien
- Großoffizier des Ordens der Krone von Jugoslawien
- Commandeur de la Légion d’Honneur
- Kommandeur des Ordens des Weißen Adlers (Jugoslawien)
- Ritter des Ordens der Eichenkrone
- Militärverdienstorden (Bayern) II. Klasse mit Schwertern
- Eisernes Kreuz II. Klasse